# Werewolf: The Last Warrior
Werewolf: The Last Warrior (超人狼戦記WARWOLF, Chō Jinrō Senki Warwolf) est un jeu vidéo d'action et de plates-formes développé et édité par Data East, sorti en 1990 sur NES.

## Accueil
- Electronic Gaming Monthly : 28/40[1]